# 老庄大佛寺石刻造像
老庄大佛寺石刻造像，位于山东省济南市历城区青铜山南麓。大佛寺已毁，仍有大佛保留，高达9米余，是山东现有最大石刻佛像，约为隋末唐初作品。大佛四周石壁上，还有元明时期造像8尊。此外，龛内有题记，其中一则是明嘉靖年间镌刻。佛座下端西南隅，有洞穴进深30米左右。大佛西南方崖下有“百花泉”。
1977年12月23日，公布为第一批山东省文物保护单位。2019年10月，公布为第八批全国重点文物保护单位。